# إحصائيات كأس العرب 2021
المقالة التالية مختصة بإحصائيات كأس العرب 2021، والتي أقيمت في قطر، في الفترة بين 30 نوفمبر و18 ديسمبر 2021. في هذه المقالة، لا يتم احتساب الأهداف التي تم تسجيلها خلال ركلات الترجيح، وتعتبر المباريات التي يتم تحديدها بركلات الترجيح بمثابة تعادل.

## احصائيات الأهداف

### الهدافون
سُجِّل 83 هدفًا في 32 مباراة، بمتوسط 2.59 هدفاً في المباراة الواحدة.
4 أهداف
- سيف الدين الجزيري

3 أهداف
| - ياسين إبراهيمي - يزن النعيمات | - بدر بانون - المعز علي |  |

هدفين
| - يوسف بلايلي - بغداد بونجاح - جمال بن العمري - أحمد رفعت | - عبد الإله حفيظي - محمد الناهيري - أرشد العلوي - خالد الهاجري | - أكرم عفيف - عبد العزيز حاتم - فراس بالعربي - يوسف المساكني |

هدف واحد
| - طيب مزياني - أمير سعيود - هلال سوداني - محمد أمين توغاي - مروان داود - حسين فيصل - محمود حمدي الونش - محمد مجدي قفشة - عمرو السولية - محمد شريف - أحمد سيد زيزو - حسن عبد الكريم - بهاء عبد الرحمن | - حمزة الدردور - محمود المرضي - مولاي أحمد خليل - محمد سويعد - حمية الطنجي - محمد الشيبي - كريم البركاوي - يحيى جبران - سفيان رحيمي - المنذر ربيع العلوي - صلاح اليحيائي - محمد باسم - تامر صيام | - حسن الهيدوس - بوعلام خوخي - محمد مونتاري - عبد الله الحمدان - محمود البحر - محمد عنز - ورد السلامة - أوليفر كاسكاو - كايو كانيدو - علي صالح - خليل إبراهيم |

هدف ذاتي
| - عمرو السولية (ضد تونس) - خليفة الدوسري (ضد الأردن) | - فهمي دوربين (ضد قطر) - علي أبو عشرين (ضد لبنان) | - علي سالمين (ضد قطر) |

### صناعة الأهداف
4 أهداف
- أكرم عفيف

هدفين
| - بغداد بونجاح | - محمد الشيبي | - عبد الله فواز |

هدف وحيد
| - يوسف بلايلي - حسين بن عيادة - سفيان بن دبكة - جمال بن العمري - ياسين إبراهيمي - رايس مبولحي - هلال سوداني - محمد مجدي قفشة - حسين فيصل - أحمد رفعت - أحمد سيد زيزو - محمد شريف | - ياسين البخيت - رجائي عايد - علي علوان - هيثم عسيري - وليد أزارو - أشرف بن شرقي - عبد الإله حفيظي - وليد الكرتي - مروان سعدان - أرشد العلوي - أمجد الحارثي - معتز صالح | - محمود أبو وردة - تامر صيام - إسماعيل محمد - خالد منير - محمود البحر - محمد أمين بن حميدة - يوسف المساكني - نعيم سليتي - بندر الأحبابي - كايو كانيدو |

## جائزة رجل المباراة

### حسب المباراة
| الدور                                   | منتخب 1                                | النتيجة                                | منتخب 2                                | جائزة رجل المباراة                     | مصادر                                  |
| الجولة الأولى من مباريات دور المجموعات  | الجولة الأولى من مباريات دور المجموعات | الجولة الأولى من مباريات دور المجموعات | الجولة الأولى من مباريات دور المجموعات | الجولة الأولى من مباريات دور المجموعات | الجولة الأولى من مباريات دور المجموعات |
| --------------------------------------- | -------------------------------------- | -------------------------------------- | -------------------------------------- | -------------------------------------- | -------------------------------------- |
| المجموعة الثانية                        | تونس                                   | 5–1                                    | موريتانيا                              | سيف الدين الجزيري                      | [ 2 ]                                  |
| المجموعة الأولى                         | العراق                                 | 1–1                                    | عمان                                   | صلاح اليحيائي                          | [ 3 ]                                  |
| المجموعة الأولى                         | قطر                                    | 1–0                                    | البحرين                                | أكرم عفيف                              | [ 4 ]                                  |
| المجموعة الثانية                        | الإمارات العربية المتحدة               | 2–1                                    | سوريا                                  | كايو كانيدو                            | [ 5 ]                                  |
| المجموعة الثالثة                        | المغرب                                 | 4–0                                    | فلسطين                                 | عبد الإله حفيظي                        | [ 6 ]                                  |
| المجموعة الثالثة                        | السعودية                               | 0–1                                    | الأردن                                 | علي علوان                              | [ 7 ]                                  |
| المجموعة الرابعة                        | الجزائر                                | 4–0                                    | السودان                                | بغداد بونجاح                           | [ 8 ]                                  |
| المجموعة الرابعة                        | مصر                                    | 1–0                                    | لبنان                                  | عمرو السولية                           | [ 9 ]                                  |
| الجولة الثانية من مباريات دور المجموعات |                                        |                                        |                                        |                                        |                                        |
| المجموعة الأولى                         | البحرين                                | 0–0                                    | العراق                                 | محمد قاسم ماجد                         | [ 10 ]                                 |
| المجموعة الأولى                         | عمان                                   | 1–2                                    | قطر                                    | حارب السعدي                            | [ 11 ]                                 |
| المجموعة الثانية                        | موريتانيا                              | 0–1                                    | الإمارات العربية المتحدة               | مباكي ناديايي                          | [ 12 ]                                 |
| المجموعة الثانية                        | سوريا                                  | 2–0                                    | تونس                                   | محمد عنز                               | [ 13 ]                                 |
| المجموعة الثالثة                        | الأردن                                 | 0–4                                    | المغرب                                 | يحيى جبران                             | [ 14 ]                                 |
| المجموعة الثالثة                        | فلسطين                                 | 1–1                                    | السعودية                               | تامر صيام                              | [ 15 ]                                 |
| المجموعة الرابعة                        | لبنان                                  | 0–2                                    | الجزائر                                | ياسين إبراهيمي                         | [ 16 ]                                 |
| المجموعة الرابعة                        | السودان                                | 0–5                                    | مصر                                    | حسين فيصل                              | [ 17 ]                                 |
| الجولة الثالثة من مباريات دور المجموعات |                                        |                                        |                                        |                                        |                                        |
| المجموعة الأولى                         | عمان                                   | 3–0                                    | البحرين                                | أرشد العلوي                            | [ 18 ]                                 |
| المجموعة الأولى                         | قطر                                    | 3–0                                    | العراق                                 | عبد العزيز حاتم                        | [ 19 ]                                 |
| المجموعة الثانية                        | سوريا                                  | 1–2                                    | موريتانيا                              | غاسوما فوفانا                          | [ 20 ]                                 |
| المجموعة الثانية                        | تونس                                   | 1–0                                    | الإمارات العربية المتحدة               | حنبعل المجبري                          | [ 21 ]                                 |
| المجموعة الثالثة                        | المغرب                                 | 1–0                                    | السعودية                               | أيمن الحسوني                           | [ 22 ]                                 |
| المجموعة الثالثة                        | الأردن                                 | 5–1                                    | فلسطين                                 | محمد أبو زريق                          | [ 23 ]                                 |
| المجموعة الرابعة                        | الجزائر                                | 1–1                                    | مصر                                    | ياسين إبراهيمي (2)                     | [ 24 ]                                 |
| المجموعة الرابعة                        | لبنان                                  | 1–0                                    | السودان                                | جورج ملكي                              | [ 25 ]                                 |
| مرحلة خروج المغلوب                      |                                        |                                        |                                        |                                        |                                        |
| ربع النهائي                             | تونس                                   | 2–1                                    | عمان                                   | محمد دراغر                             | [ 26 ]                                 |
| ربع النهائي                             | قطر                                    | 5–0                                    | الإمارات العربية المتحدة               | المعز علي                              | [ 27 ]                                 |
| ربع النهائي                             | مصر                                    | 3–1 (ب.و.إ.)                           | الأردن                                 | عمرو السولية (2)                       | [ 28 ]                                 |
| ربع النهائي                             | المغرب                                 | 2–2 (ب.و.إ.) (3–5 ج.)                  | الجزائر                                | رايس مبولحي                            | [ 29 ]                                 |
| نصف النهائي                             | تونس                                   | 1–0                                    | مصر                                    | حنبعل المجبري (2)                      | [ 30 ]                                 |
| نصف النهائي                             | قطر                                    | 1–2                                    | الجزائر                                | يوسف بلايلي                            | [ 31 ]                                 |
| مباراة المركز الثالث                    | مصر                                    | 0–0 (ب.و.إ.) (4–5 ج.)                  | قطر                                    | مشعل برشم                              | [ 32 ]                                 |
| النهائي                                 | تونس                                   | 0–2 (ب.و.إ.)                           | الجزائر                                | أمير سعيود                             | [ 33 ]                                 |

### حسب العدد
مرتين
| - ياسين إبراهيمي | - عمرو السولية | - حنبعل المجبري |

مرة
| - بغداد بونجاح - رايس مبولحي - يوسف بلايلي - أمير سعيود - حسين فيصل - محمد قاسم ماجد - علي علوان - محمد أبو زريق - مباكي ناديايي | - غاسوما فوفانا - جورج ملكي - عبد الإله حفيظي - يحيى جبران - أيمن الحسوني - صلاح اليحيائي - حارب السعدي - أرشد العلوي - تامر صيام | - أكرم عفيف - عبد العزيز حاتم - المعز علي - مشعل برشم - سيف الدين الجزيري - محمد دراغر - محمد عنز - كايو كانيدو |

## الترتيب النهائي
استند الترتيب على نتائج المنتخبات في المسابقة، وصُنِّفت الفرق الستة عشرة على أساس المعايير التي استخدمت من قبل الاتحاد الدولي لكرة القدم. وفقا لاتفاقية الإحصائيات في كرة القدم، المباريات التي تنتهي في الوقت الإضافي تحسب ضمن الانتصارات والهزائم، في حين تحسب المباريات التي تنتهي بركلات الجزاء الترجيحية على انها تعادلات. وكان الترتيب النهائي على النحو التالي:

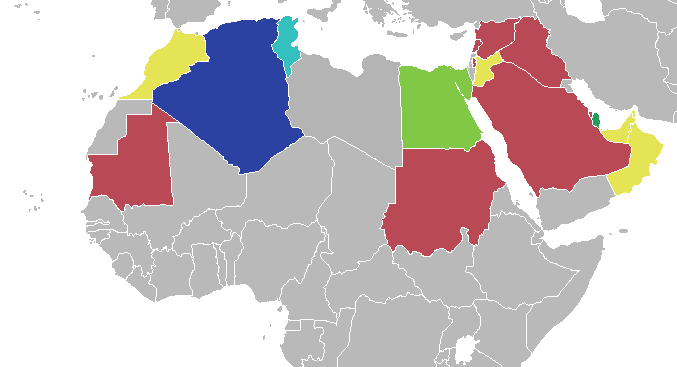
خريطة نتائج المنتخبات المشاركة في البطولة:
البطل
الوصيف
المركز الثالث
المركز الرابع
ربع النهائي
مرحلة المجموعات

| البطل الوصيف المركز الثالث | المركز الرابع ربع النهائي مرحلة المجموعات |

| المرتبة                        | المنتخب                  | المجموعة | لعب | فاز | عدل | خسر | له | عليه | الفارق | النقاط |
| ------------------------------ | ------------------------ | -------- | --- | --- | --- | --- | -- | ---- | ------ | ------ |
| 1                              | الجزائر                  | الرابعة  | 6   | 4   | 2   | 0   | 13 | 4    | 9+     | 14     |
| 2                              | تونس                     | الثانية  | 6   | 4   | 0   | 2   | 9  | 6    | 3+     | 12     |
| 3                              | قطر                      | الأولى   | 6   | 4   | 1   | 1   | 12 | 3    | 9+     | 13     |
| 4                              | مصر                      | الرابعة  | 6   | 3   | 2   | 1   | 10 | 3    | 7+     | 11     |
| ودعوا البطولة من الربع النهائي |                          |          |     |     |     |     |    |      |        |        |
| 5                              | المغرب                   | الثالثة  | 4   | 3   | 1   | 0   | 11 | 2    | 9+     | 10     |
| 6                              | الأردن                   | الثالثة  | 4   | 2   | 0   | 2   | 7  | 8    | 1−     | 6      |
| 7                              | الإمارات العربية المتحدة | الثانية  | 4   | 2   | 0   | 2   | 3  | 7    | 4−     | 6      |
| 8                              | عمان                     | الأولى   | 4   | 1   | 1   | 2   | 6  | 5    | 1+     | 4      |
| ودعوا البطولة من دور المجموعات |                          |          |     |     |     |     |    |      |        |        |
| 9                              | سوريا                    | الثانية  | 3   | 1   | 0   | 2   | 4  | 4    | 0      | 3      |
| 10                             | لبنان                    | الرابعة  | 3   | 1   | 0   | 2   | 1  | 3    | 2−     | 3      |
| 11                             | موريتانيا                | الثانية  | 3   | 1   | 0   | 2   | 3  | 7    | 4−     | 3      |
| 12                             | العراق                   | الأولى   | 3   | 0   | 2   | 1   | 1  | 4    | 3−     | 2      |
| 13                             | السعودية                 | الثالثة  | 3   | 0   | 1   | 2   | 1  | 3    | 2−     | 1      |
| 14                             | البحرين                  | الأولى   | 3   | 0   | 1   | 2   | 0  | 4    | 4−     | 1      |
| 15                             | فلسطين                   | الثالثة  | 3   | 0   | 1   | 2   | 2  | 10   | 8−     | 1      |
| 16                             | السودان                  | الرابعة  | 3   | 0   | 0   | 3   | 0  | 10   | 10−    | 0      |

## الحضور
- الحضور الإجمالي: 571٬605.
- متوسط الحضور لكل مباراة: 17٬863.
- أعلى نسبة حضور: 63،439 –  قطر ضد  الإمارات العربية المتحدة (ربع النهائي).[34]
- أقل نسبة حضور: 1،576 –  العراق ضد  عمان (المجموعة الأولى).[35]